# Cash Wheeler
Daniel Marshall Wheeler (* 17. Mai 1987 in Raleigh, North Carolina), besser bekannt unter seinem Ringnamen Cash Wheeler und ehemals Dash Wilder, ist ein US-amerikanischer Wrestler. Er steht aktuell bei All Elite Wrestling unter Vertrag und tritt regelmäßig in deren Shows auf. Im Tag Team FTR bzw. ehemals The Revival mit Dax Harwood wurde er jeweils zweifacher WWE Raw Tag Team Champion und WWE NXT Tag Team Champion sowie einfacher WWE SmackDown Tag Team Champion, AEW World Tag Team Champion und IWGP Tag Team Champion.

## Wrestling-Karriere

### Independent (2005–2014)
Wheeler begann seine Wrestling-Karriere 2005 unter dem Namen Steven Walters bei Live Action Wrestling. Nach seinem Debüt wurde er von verschiedenen Independent-Promotionen gebucht. Zwischen 2007 und 2011 bildete er mit Derrick Driver das Tag Team The New Wave. Mit ihm hielt er zweimal die NWA Anarchy Tag Team Championship. Mit John Skyler bildete er zwischen 2012 und 2014 das Team Love Hate Machine. Gemeinsam durften sie die WrestleForce Tag Team Championship gewinnen.

### WWE (2014–2020)
2014 unterschrieb Wheeler einen Entwicklungsvertrag bei der WWE. Von Beginn seiner WWE-Karriere an formte er ein Tag Team mit Scott Dawson, das anfangs als The Mechanics bekannt war. Ihr erstes im Fernsehen übertragenes Match bestritten sie in der NXT-Ausgabe vom 31. Juli 2014 mit einer Niederlage gegen Bull Dempsey und Mojo Rawley. Wheeler trat als Dash Wilder auf. Am 22. Oktober 2015 durften sie erstmals gemeinsam  die NXT Tag Team Championship von The Vaudevillains (Aiden English und Simon Gotch) gewinnen. Ab Januar 2016 wurde das Team von Wheeler und Dawson als The Revival bezeichnet. Bei NXT TakeOver: Dallas am 1. April 2016 verloren sie den Titel an American Alpha (Chad Gable und Jason Jordan). Von diesen erhielten sie ihn am  8. Juni 2016 bei NXT TakeOver: The End zurück. Am 19. November 2016 gaben sie die NXT Tag Team Championship bei NXT TakeOver: Toronto an #DIY (Johnny Gargano und Tommaso Ciampa) ab.
Am 3. April 2017 debütierte The Revival bei WWE Raw in den Hauptshows der WWE mit einem Sieg über The New Day (Big E und Xavier Woods). Im Sommer 2017 wechselten sie endgültig in den WWE-Hauptkader und traten fortan bei Raw auf. Während einer Verletzungspause von Scott Dawson von August bis November 2017 trat Wheeler als Einzelwrestler überwiegend in Houseshows und in der B-Show WWE Main Event auf. In der Raw-Ausgabe vom 11. Februar 2019 erhielten Wheeler und Dawson erstmals die WWE Raw Tag Team Championship von Bobby Roode und Chad Gable. Den Titel verloren sie am 7. April 2019 bei WrestleMania 35 an Curt Hawkins und Zack Ryder. In der Raw-Ausgabe vom 10. Juni 2019 erhielten sie ihn von diesen erneut und verloren ihn wieder bei Raw am 29. Juli 2019 an The OC (Karl Anderson und Luke Gallows).
Im August 2019 begannen Dawson und Wheeler bei SmackDown aufzutreten. Bei Clash of Champions am 15. September 2019 gewannen sie die WWE SmackDown Tag Team Championship von The New Day (Big E und Xavier Woods). In der SmackDown-Ausgabe vom 8. November 2019 verloren sie den Titel wieder an The New Day (Big E und Kofi Kingston). Letztmals bei SmackDown trat The Revival am 31. Januar 2020 mit einer Niederlage in einem Fatal-Four-Way-Tag-Team-Match auf. Ihren letzten WWE-Auftritt bestritten sie bei einer Houseshow am 1. März 2020, als sie gegen John Morrison und The Miz verloren. Am 10. April 2020 bestätigte WWE die einvernehmliche Entlassung von The Revival, nachdem das Team zuvor seine Unzufriedenheit bei der Promotion geäußert hatte.

### All Elite Wrestling (seit 2020)
In der Dynamite-Ausgabe vom 27. Mai 2020 debütierten Wheeler und Dawson unter den Namen Cash Wheeler und Dax Harwood bei All Elite Wrestling, als sie The Young Bucks (Matt und Nick Jackson) bei einer Attacke von The Butcher und The Blade unterstützten. Die Namen basieren auf ihren echten Nachnamen, während die Vornamen ein Tribut an Ax und Smash von Demolition, einem bekannten Tag Team der WWE sind. Wheeler und Harwood nannten sich gemeinsam FTR. Bei Dynamite am 22. August 2020 wurde Tully Blanchard als Manager von FTR vorgestellt. Bei All Out am 5. September 2020 durften Harwood und Wheeler die AEW World Tag Team Championship von Adam Page und Kenny Omega gewinnen. Damit waren sie das erste Tag-Team, das Tag-Team-Titel in WWE und AEW hielt. Den Titel verloren sie am 7. November 2020 bei Full Gear an The Young Bucks (Matt Jackson und Nick Jackson).
Am 16. Oktober 2021 verkleideten sich FTR als Luchadores und besiegten in einer Sperzalsendung von AEW Dynamite als Las Super Ranas die Lucha Brothers (Pentagón Jr. & Fénix). So gewannen sie die AAA World Tag Team Championship. Bei Supercard of Honor XV am 1. April 2021 gewannen sie außerdem die ROH World Tag Team Championship und am 26. Juni 2022 auch die IWGP Tag Team Championship von New Japan Pro-Wrestling., womit sie Triple Champions wurden. Im Dezember 2022 verloren sie allerdings kurz hintereinander die ROH- und die AAA-Titel. Am 4. Januar verloren sie auch die NJPW-Titel. Am 8. März 2022 gewannen sie die AEW Tag Team Championship zum zweiten Mal.

## Titel und Auszeichnungen
- All Elite Wrestling

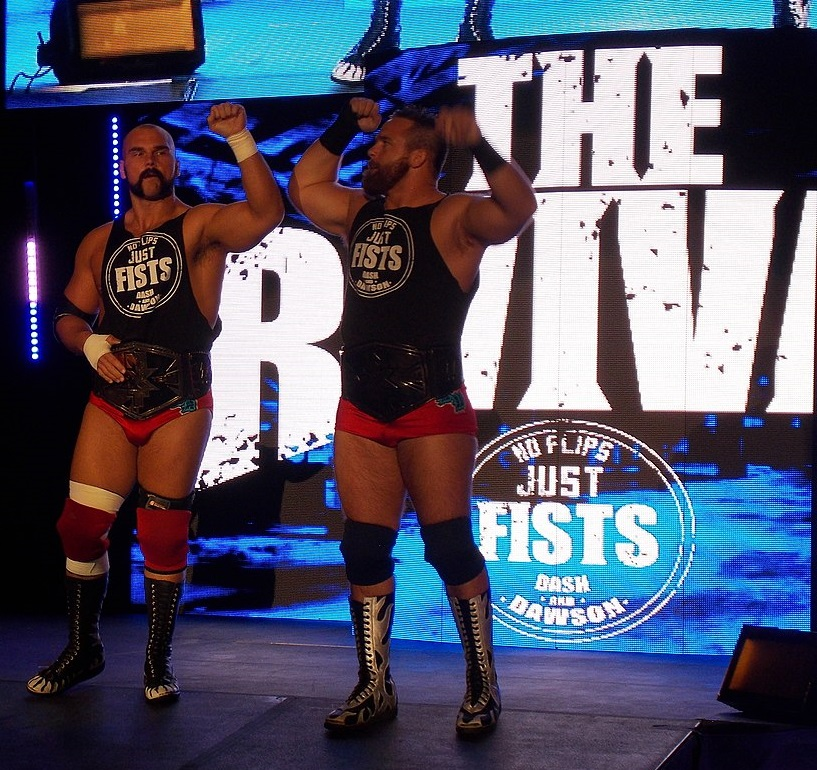
NXT Tag Team Champions D

  - AEW World Tag Team Championship (2× mit Dax Harwood)

- Anarchy Wrestling
  - NWA Anarchy Tag Team Championship (2×) – mit Derrick Driver
  - NWA Anarchy Television Championship (1×)

- Lucha Libre AAA Worldwide
  - AAA World Tag Team Championship (1×)

- National Wrestling Alliance Anarchy
  - NWA Anarchy Television Championship (1×)
  - NWA Anarchy Tag Team Championship (2× mit Derrick Driver)
- New Japan Pro-Wrestling
  - IWGP Tag Team Championship (1× mit Dax Harwood)
- Ring of Honor
  - ROH World Tag Team Championship (1× mit Dax Harwood)
- World Wrestling Entertainment
  - WWE Raw Tag Team Championship (2× mit Scott Dawson)
  - WWE SmackDown Tag Team Championship (1× mit Scott Dawson)
  - WWE 24/7 Championship (1× mit Scott Dawson)
  - NXT Tag Team Championship (2× mit Scott Dawson)
  - WWE Tag Team Triple Crown[10]
- WrestleForce
  - WrestleForce Tag Team Championship (1× mit John Skyler)

- ESPN
  - Tag Team of the Year (2023) (mit Dax Harwood als FTR)[11]

- New York Post
  - Tag Team of the Year (2022, 2023) (mit  Dax Harwood als FTR)[12][13]

- The Baltimore Sun
  - WWE Tag Team of the Year (2016)  (mit Dax Harwood)[14]

- Pro Wrestling Illustrated
  - Tag Team des Jahres (2022, 2023) (mit  Dax Harwood als FTR)
  - Nummer 98 der Top 500 Wrestler in der PWI 500 im Jahr 2019[15]
  - Nr. 1 der Top 50 Tag Teams in the PWI Tag Team 50 in den Jahren 2020 und 2023